# Монки (взуття)
Монки (англ. the monks, monkstraps) — вид взуття, у якому відсутня шнурівка, але при цьому воно забезпечене однією або двома пряжками. Монки з англійської перекладають як «чернечі ремінці» через схожість пряжок із кріпленнями на взутті ченців. Завдяки застібці монки досить практичні.

## Правила носіння
Монки слід носити зі звуженими штанами в італійському стилі: ледь закороткими, до щиколотки, вони не будуть чіплятися за гострі краї пряжок. Монки відмінно поєднуються з блейзером.